# التحالف الثوري الشعبي الأمريكي
التحالف الثوري الشعبي الأمريكي (بالإسبانية: Alianza Popular Revolucionaria Americana )‏ هو حزب سياسي بيروفي، أسس في 7 مايو 1924، يقع مقره في Breña ‏، أمينه العام هو Omar Quesada ‏، ومن مؤسسيه قضية هايادي لاتوري ‏.

## أعضاء بارزون
- كود سباركل
- تحديث القائمة

- آلن غارسيا
- سيرو ألجيريا (1931 - )
- إيلدا جاديا
- Jorge del Castillo
- Mercedes Aráoz ( - 2010)
- قضية هايادي لاتوري
- خافيير فيلاسكيز
- خوسيه أنطونيو تشانغ
- لويس سانشيز (كاتب)
- لويس ألفا كاسترو